# Guelmim
Guelmim je marocké město v regionu Guelmim-Oued Noun. V roce 2014 ve městě žilo 187 808 obyvatel, což z něj činilo nejlidnatější město v jižní části Maroka. Ve městě se nachází trh s velbloudy a panuje zde aridní podnebí. Leží asi 150 kilometrů severně od hranice Maroka a Západní Sahary. Většinu obyvatel tvoří etnikum zvané Sahrawi, které obývá většinu území na jihu Maroka. 